# Övernässtugan

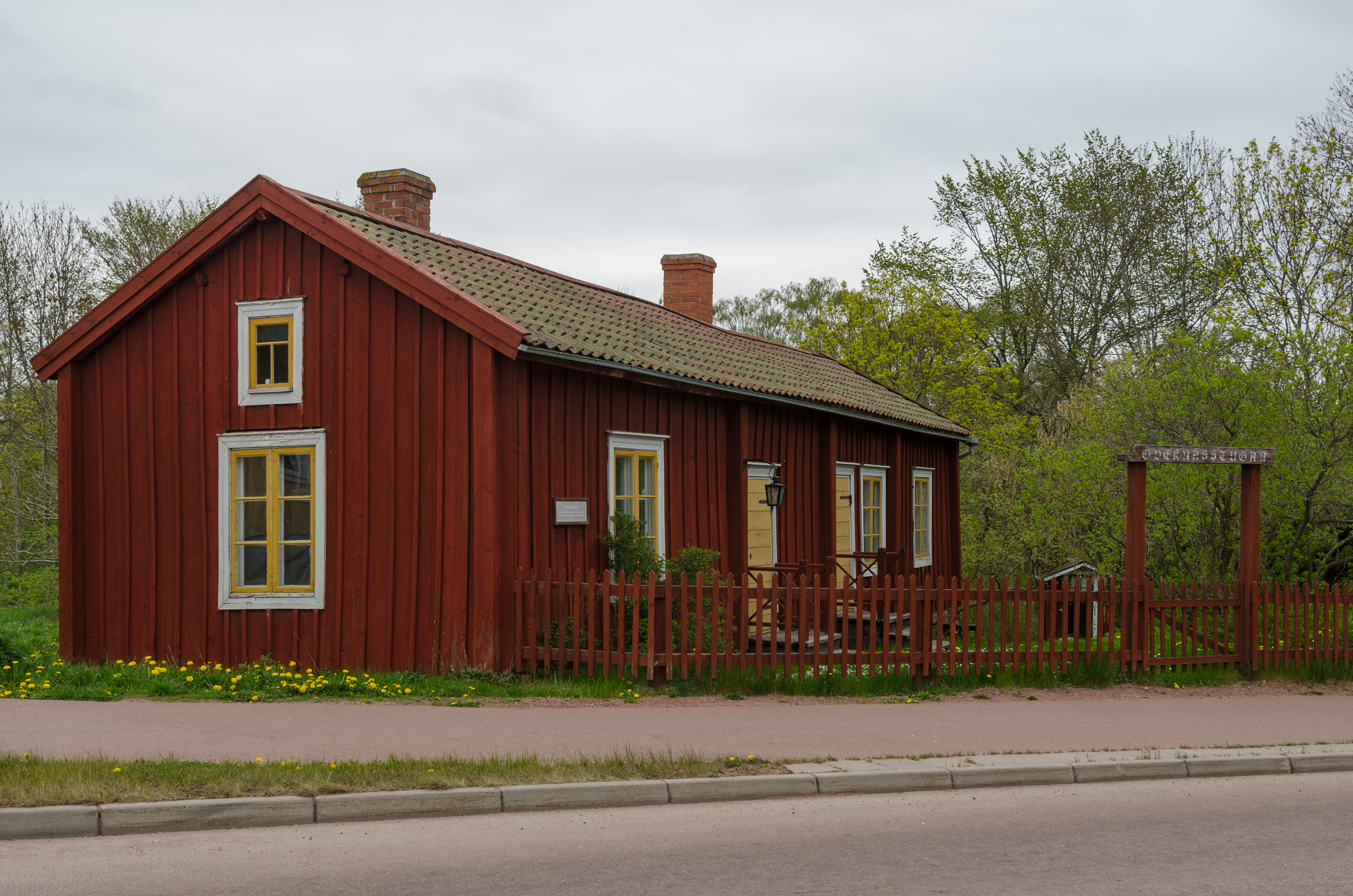
Övernässtugan (2016)

De Övernässtuga is het oudste bewaarde gebouw van Mariehamn, de hoofdstad van de autonome Finse provincie Åland.
Mariehamn werd in 1861 gesticht nabij het dorpje Övernäs in de gemeente Jomala. Övernäs had op dat moment 33 inwoners. Toen Mariehamn groeide werden de oorspronkelijke woningen geleidelijk afgebroken. De Övernässtuga is het enige gebouw dat nog over is van het oorspronkelijke dorpje. Het huisje is in 1960 en in 2000 gerenoveerd en is nu zo goed mogelijk teruggebracht tot de oorspronkelijke staat, inclusief de inrichting. Het geeft een indruk hoe de arme dorpsbewoners hier in de 19e eeuw leefden.
Het gebouw is voor het publiek (op afspraak) gratis te bezoeken, evenals het naastgelegen handelsmuseum annex schoenmakerij.
Het gebouw wordt door de plaatselijke bevolking ook wel 'Marthastuga' genoemd, omdat de leden van de Martha-organisatie er bijeen komen.